# Llano de la Puerta, San Marcos
Llano de la Puerta är en ort i Mexiko.   Den ligger i kommunen San Marcos och delstaten Guerrero, i den södra delen av landet, 300 km söder om huvudstaden Mexico City. Llano de la Puerta ligger 75 meter över havet och antalet invånare är 1 322.
Terrängen runt Llano de la Puerta är platt, och sluttar söderut.  Närmaste större samhälle är San Marcos, 15,9 km öster om Llano de la Puerta. 